# Вілбер Райт
Ві́лбер Райт (англ. Wilbur Wright; нар. 16 квітня 1867[…] , Мілвіл  — пом. 30 травня 1912[…] , Дейтон ) — американський авіаконструктор, льотчик, піонер авіації; старший із братів Райт.
Разом з братом Орвіллом сконструював перший у світі літак із двигуном внутрішнього згорання — біплан «Флаєр 1».
За допомогою «Флаєра 1» 17 грудня 1903 року біля містечка Кітті-Гок Орвіл Райт здійснив перший у світі політ на літальному апараті, важчому за повітря. «Флаєр 1» протримався у повітрі 12 секунд, подолавши відстань 37 метрів. Цього ж дня Вілбер зумів пролетіти за 59 секунд 262 метри.
Помер 30 травня 1912 року від черевного тифу.